# Фабијано (Лука)
Фабијано је насеље у Италији у округу Лука, региону Тоскана.
Према процени из 2011. у насељу је живело 84 становника. Насеље се налази на надморској висини од 401 м.